# Claire Keefer
Claire Keefer (5 de mayo de 1995) es una atleta de baja estatura de Australia. Representó a su país en los Juegos Paralímpicos de Río de Janeiro 2016 en atletismo, donde ganó una medalla de bronce. Ha ganado una medalla de plata y otra de bronce en los Campeonatos Mundiales de Atletismo Paralímpico.

## Vida personal
Nació el 5 de mayo de 1995 con acondroplasia siendo, por lo tanto, una persona de baja estatura. Sus padres Lindsay y Sue Keefer viven en Withcott, Queensland (Australia). Asistió al St Ursula College en Toowoomba. Vive principalmente en Withcott una localidad rural en la región Lockyer Valley en Queensland, donde trabaja a tiempo parcial como cuidadora de niños.

## Carrera deportiva
Keefer compite en la clasificación F41 y comenzó a hacer atletismo en 2009. No fue elegible para competir en los Juegos Paralímpicos de Londres 2012 por ser menor de 18 años. En la clasificación F41 los únicos eventos de atletismo para mujeres son el lanzamiento de disco y el lanzamiento de bala. En 2015, Keefer ganó la medalla de plata en disco y la de bronce en lanzamiento de bala en un encuentro del Gran Premio del IPC en Dubái.
En los Campeonatos Mundiales de Atletismo IPC de 2015 en Doha, ganó la medalla de bronce en el F41 de lanzamiento de peso femenino con un récord nacional de lanzamiento de 7,62m. Terminó cuarta en el F41 de disco femenino. Ha recibido ayuda financiera de Aim For the Stars Foundation, la Layne Beachley Foundation. Visita la Academia de Deportes de Queensland en Brisbane cuatro veces por semana para realizar entrenamiento técnico. Su filosofía es «La fuerza en el tamaño».
Ganó una medalla de bronce en los Juegos Paralímpicos de Río de Janeiro 2016 en el Grito F41 con un lanzamiento de bala de 8,16 m.
En los Campeonatos Mundiales de Atletismo Paralímpico de 2017 en Londres, Inglaterra, ganó la medalla de plata en el F41 de lanzamiento de peso femenino con un lanzamiento de 8,44m. En los Campeonatos Mundiales de Atletismo Paralímpico de 2019 en Dubái, lanzó el tiro de 9,19 para ganar la medalla de bronce en el F41 de lanzamiento de peso femenino.